# Bateau Ma'agan Michael

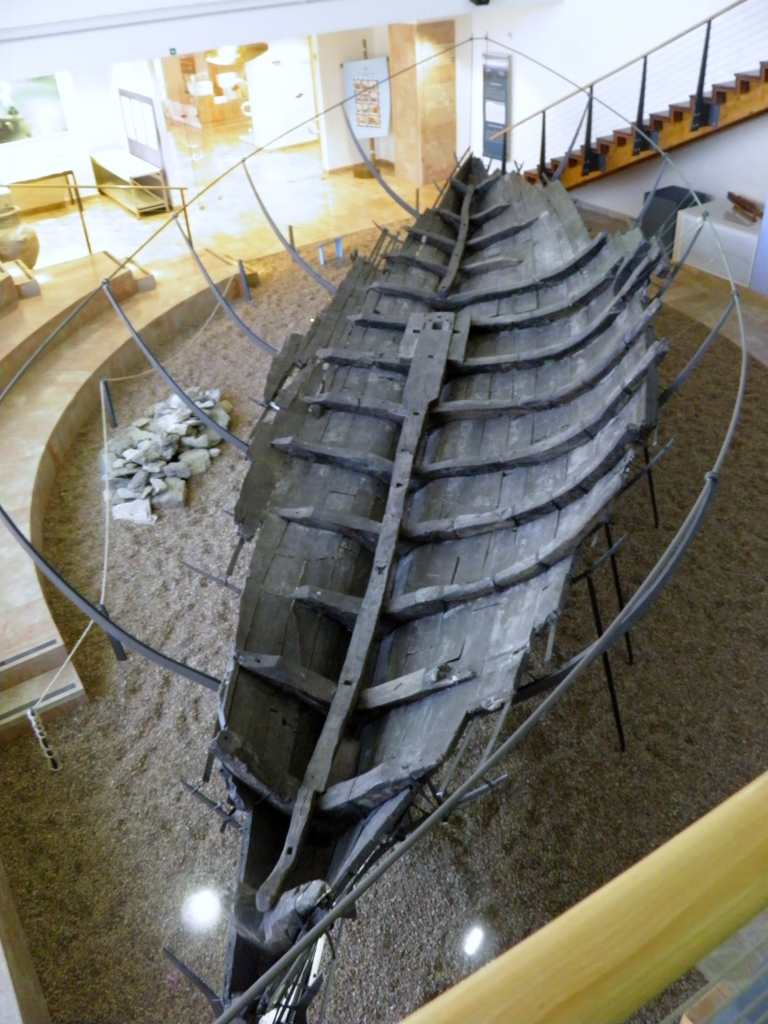
Bateau Ma'agan Michael exposé au Musée Hecht à Haïfa

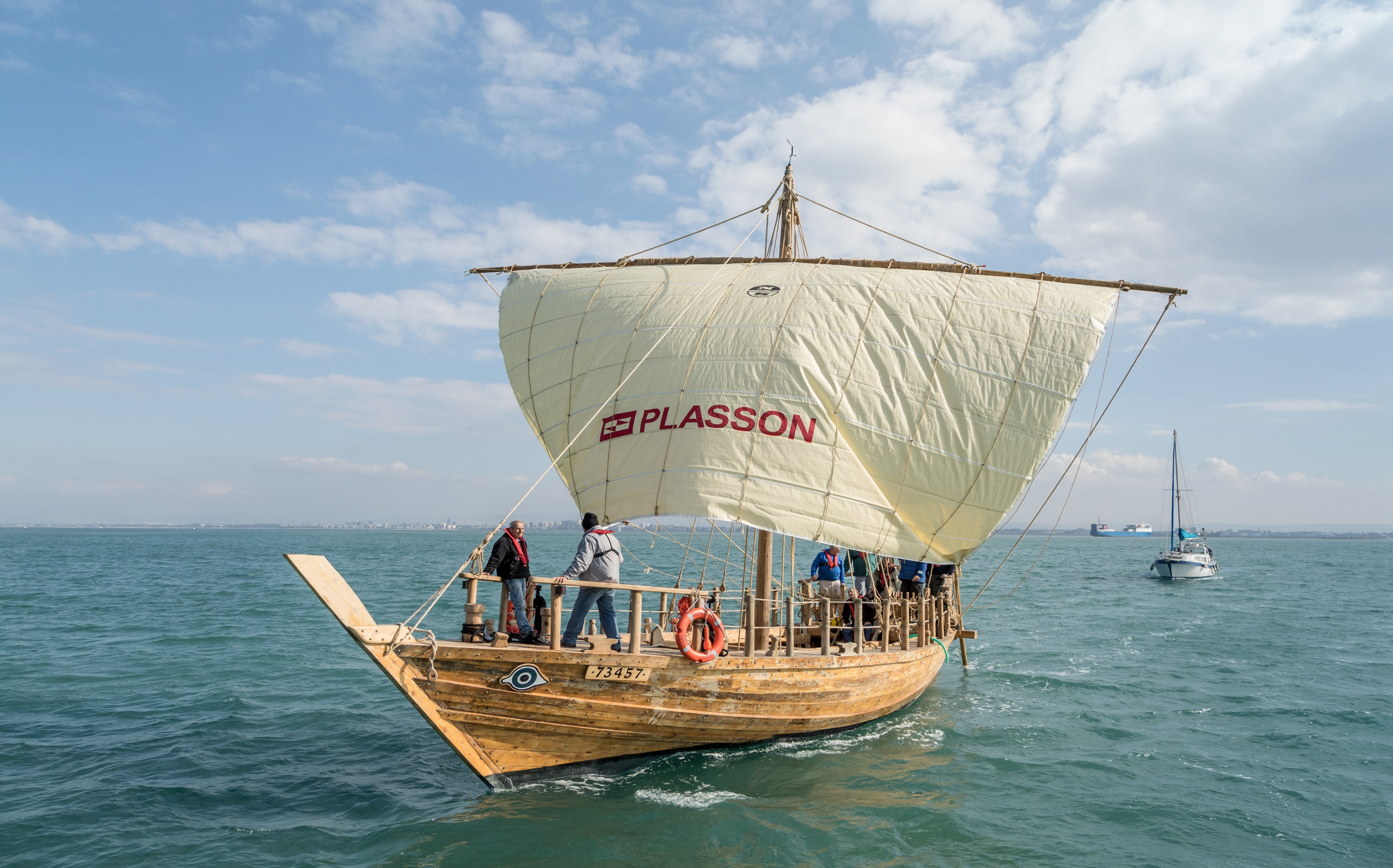
Réplique grandeur nature du Ma'agan Michael Ship. Le navire qui a été construit par le Prof. Yaacov Kahanov et une équipe de l'Université de Haïfa, a été lancé en décembre 2016

Le bateau Ma'agan Michael (hébreu : הספינה העתיקה ממעגן מיכאל) est un navire bien conservé du Ve siècle av. J.-C. découvert au large du kibboutz Ma'agan Michael, en Israël, en 1985. Le bateau a été déterré et son bois immergé dans des cuves de conservation à l'Université de Haïfa, où il a subi un processus d'imprégnation au polyéthylène glycol (PEG) chauffé qui a duré sept ans. En mars 1999, le bateau a été réassemblé et transféré dans une aile dédiée construite au musée Hecht, sur le terrain de l'université. Le bateau a permis aux chercheurs de mieux comprendre les anciennes méthodes de construction navale et l'évolution des ancres.

## Découverte et fouille
À l'automne 1985, Ami Eshel, membre de Ma'agan Michael, a découvert l'épave en plongeant au large du kibboutz, à 35 km au sud de Haïfa. À 75 mètres de la côte, Eshel a repéré des rochers non caractéristiques de la côte levantine à côté de tessons de poterie, et a alerté l'Autorité des antiquités d'Israël et le Centre d'études maritimes de l'université de Haïfa. L'exploration préliminaire de l'épave a révélé des poteries datant du Ve siècle av. J.-C. ainsi qu'une grande quantité de bois immergé en excellent état de conservation, ce qui a encouragé la poursuite de l'exploration. En 1987, une équipe de l'université de Haïfa dirigée par Elisha Linder a reçu un permis pour fouiller le site. Ils ont fait appel à Jay Rosloff, un spécialiste des coques de l'Institut d'archéologie nautique de la Texas A&M University,.
Comme le bateau se trouvait dans des eaux peu profondes de 2 mètres, les excavateurs ont dû faire face à des conditions de travail difficiles causées par l'onde des tempêtes. Le sable dérivait continuellement dans la tranchée d'excavation et la clarté de l'eau était médiocre. Une tranchée en fer à cheval draguée autour du site n'a guère permis d'améliorer ces problèmes, et les conditions étaient rarement suffisamment sûres pour l'équipe et le bois déterré. Au cours des trois saisons de travail, qui ont totalisé 160 jours, seuls 32 jours ont été consacrés à l'excavation du navire et de son contenu. L'exiguïté du site ne permettait pas à plus de trois paires de plongeurs de travailler sur le navire en même temps.

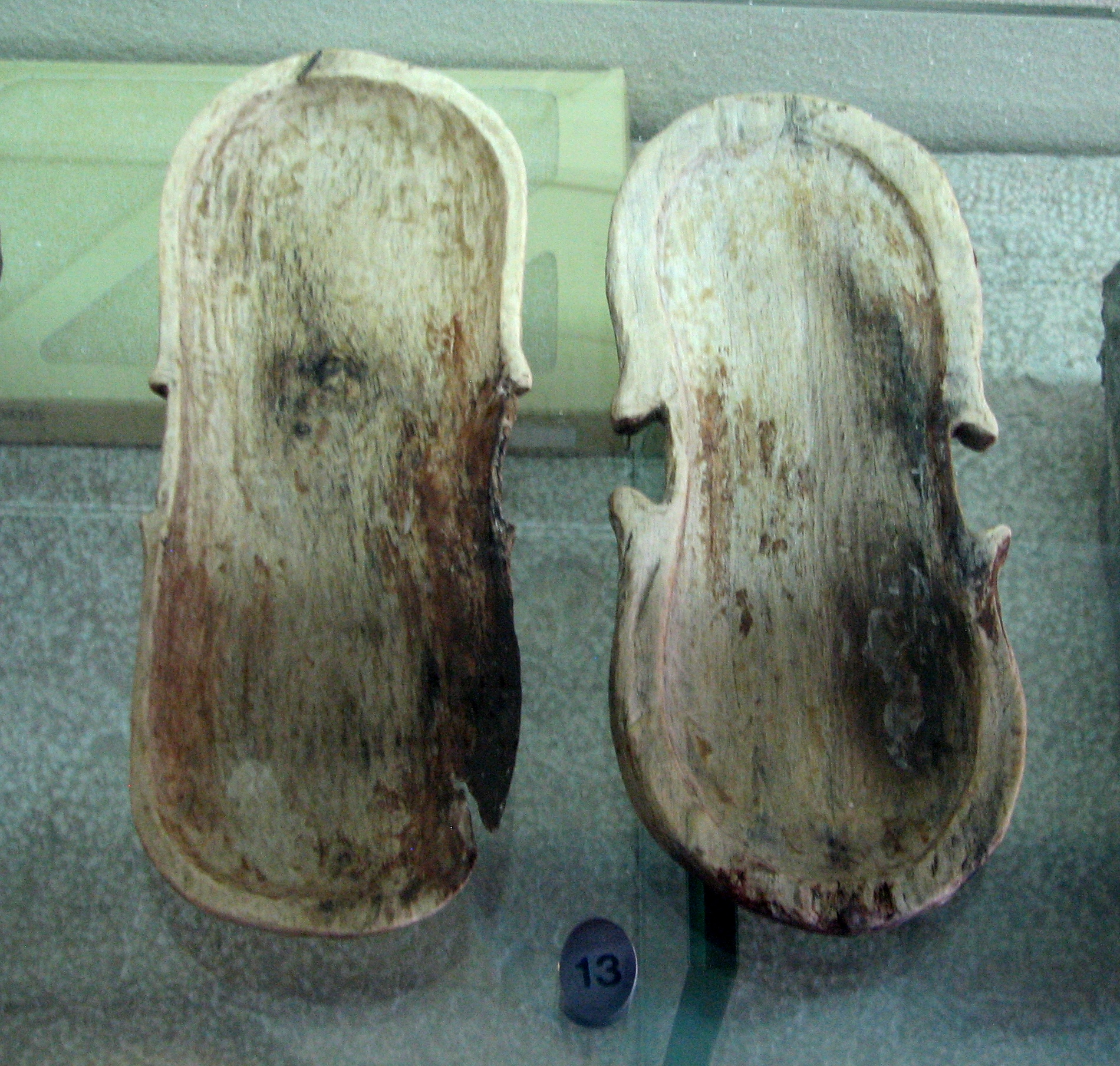
Boîte en forme de violon trouvée sur le bateau

Les excavateurs ont d'abord enlevé le lest du navire, en tirant les pierres vers le rivage sur un traîneau attaché à une camionnette. Le lest s'est révélé être composé de trois groupes lithologiques : métamorphiques, magmatiques et sédimentaires. Le premier, qui représente 65 % du total, est le suivant du schiste bleu apparemment originaire d'Eubée,. Les roches de gabbro trouvées se sont révélées provenir de la rivière Kouris au sud de Chypre.
La plus grande partie du bateau a été enterrée suffisamment profondément dans le sable pour être isolée des conditions aérobies qui auraient dégradé le bois et de l'eau de mer et de son effet corrosif sur les métaux. Il a donc été superbement préservé. L'exploration a commencé par la poupe et s'est poursuivie vers l'avant. Seuls quelques pieds de la coque ont été excavés, cartographiés et photographiés à la fois, afin d'éviter que les vagues n'endommagent les parties exposées. Plusieurs planches ont dû être sciées ou cassées pour être enlevées, transportées et conservées, d'autant plus qu'une exposition prolongée sous l'eau aurait pu causer des dommages importants. La coque conservée mesure 37 pieds (11 mètres) de long et 13,1 pieds (4,0 mètres) de large, avec un poids de déplacement estimé à 20 tonnes, dont plus de 12 tonnes de lest. La quille est constituée d'un seul bois de 25 pieds (7,6 mètres) de long, 4,5 pouces (11 cm) de large et 6,25 pouces (15,9 cm) de haut. La coque a été construite principalement en pin d'Alep, à l'exception des tenons et de la fausse quille qui étaient en chêne. Le bois ne présente aucun signe de dommages causés par les teredinidae ni d'usure caractéristique d'un usage prolongé, ce qui a conduit les excavateurs à penser que le navire a pu couler lors de son voyage inaugural ou peu de temps après,.
Parmi les objets retrouvés dans l'épave figurent une boîte en bois d'olivier en forme de cœur ou de feuille, dotée d'un couvercle pivotant, et deux boîtes en forme de violon. Toutes ces boîtes étaient probablement utilisées pour des cosmétiques ou des bijoux. On a également trouvé une collection d'outils pour le travail du bois, un grand nombre de queues et de tenons, ainsi qu'une pierre à aiguiser. Soixante-dix récipients en poterie, dont beaucoup étaient complets, ont été trouvés dans l'épave. Il s'agit de cruches, d'assiettes, de lampes, d'une marmite, d'un pot à eau, de plusieurs jarres de stockage, d'amphores décorées, de cruches miniatures et d'objets à glaçure noire. La plupart sont attribués à Chypre, mais certains pourraient provenir de Grèce ou de la côte palestinienne,. L'épave contenait également des restes de nourriture, notamment du raisin, des figues, des olives et de l'orge. Ils semblent provenir de l'est de la Méditerranée, très probablement du sud-ouest de la Turquie et des îles adjacentes, et indiquent que le bateau a coulé pendant l'été,. D'autres matériaux organiques comprennent un panier tressé et une grande quantité de corde. Les clous en cuivre utilisés pour la construction du bateau se sont révélés être faits de cuivre extrait dans le nord-ouest de Chypre.

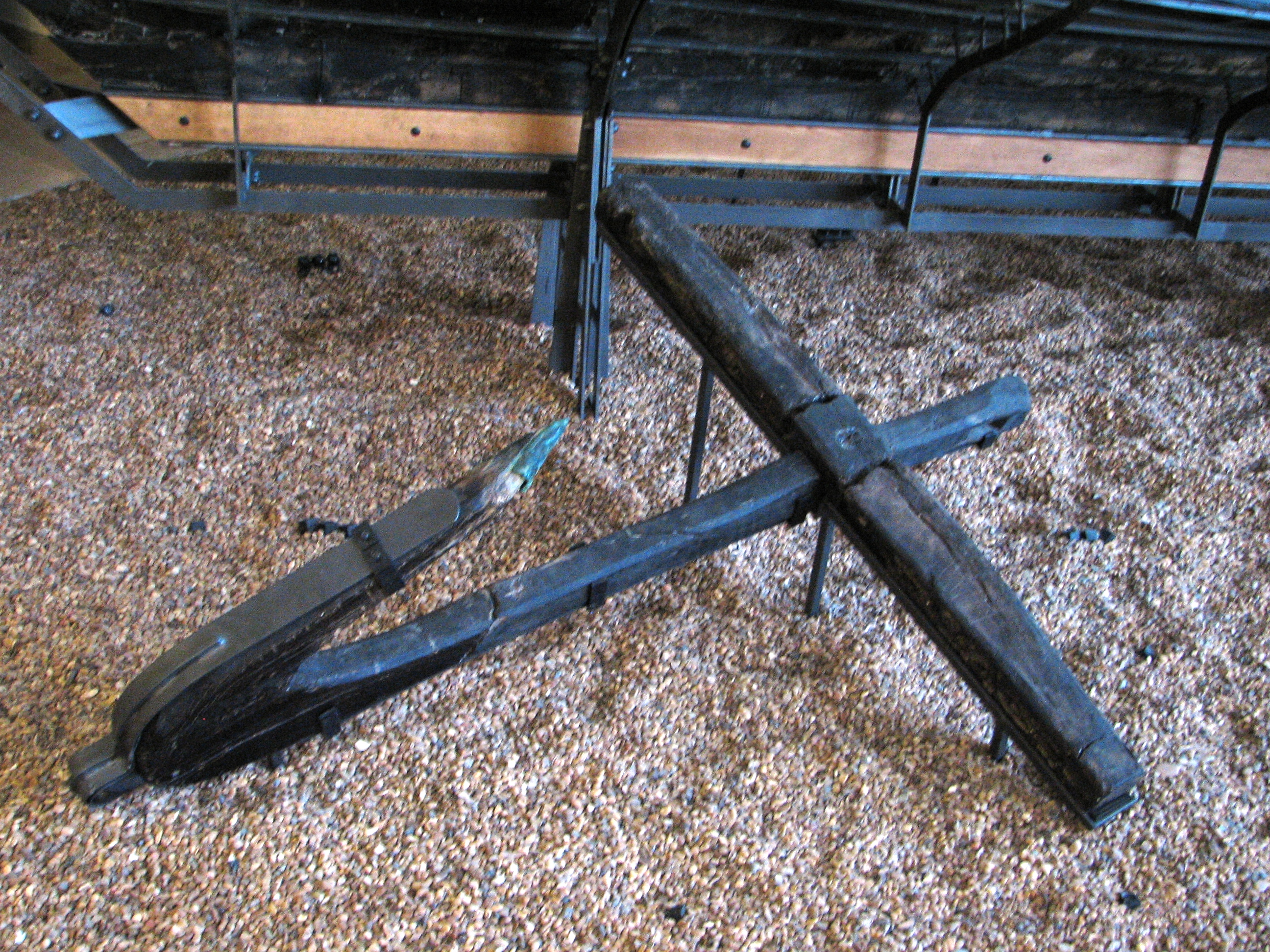
Ancre de navire

Datant d'une époque où l'activité maritime phénicienne, le bateau a d'abord été considéré comme phénicien. Au vu de sa construction et de son contenu, il a ensuite été jugé plus probable qu'il soit chypriote, peut-être lié à un centre chypriote situé à proximité de Dor,.

### Ancre
L'ancre à un bras du navire, fabriquée en chêne et dotée d'une crosse remplie de plomb, a été découverte à l'avant tribord du navire, avec les restes d'une corde encore attachée. Le corps de l'ancre, de la tête au bras en passant par la tige, a été taillé dans un seul bois, tout comme la crosse. Le bois utilisé pour sa construction était identique à celui utilisé pour les tenons du navire, ce qui suggère qu'elle a été fabriquée par les mêmes menuisiers ou charpentiers que le bateau lui-même. Une dent en cuivre s'est presque entièrement corrodée.

## Importance
La découverte de ce navire a permis aux chercheurs de mieux comprendre l'évolution de la construction navale dans l'Antiquité. Le navire présente de nombreuses similitudes avec d'autres navires anciens tels que l'épave de Kyrénia, mais aussi d'importantes différences en termes de taille, de méthodes et de matériaux de construction, et de lest. En plus d'offrir des indices sur l'évolution des ancres, l'ancre de Ma'agan Michael est également la première ancre ancienne complète en bois à un seul bras jamais découverte. Bien qu'absente des sources iconographiques et littéraires, l'archéologue maritime Gerhard Käpitan en avait déjà suggéré l'existence dans les années 1970. La découverte confirme non seulement l'existence de cette variété, mais aussi qu'elle n'était ni rudimentaire ni réservée aux petites embarcations.

## Conservation et exposition

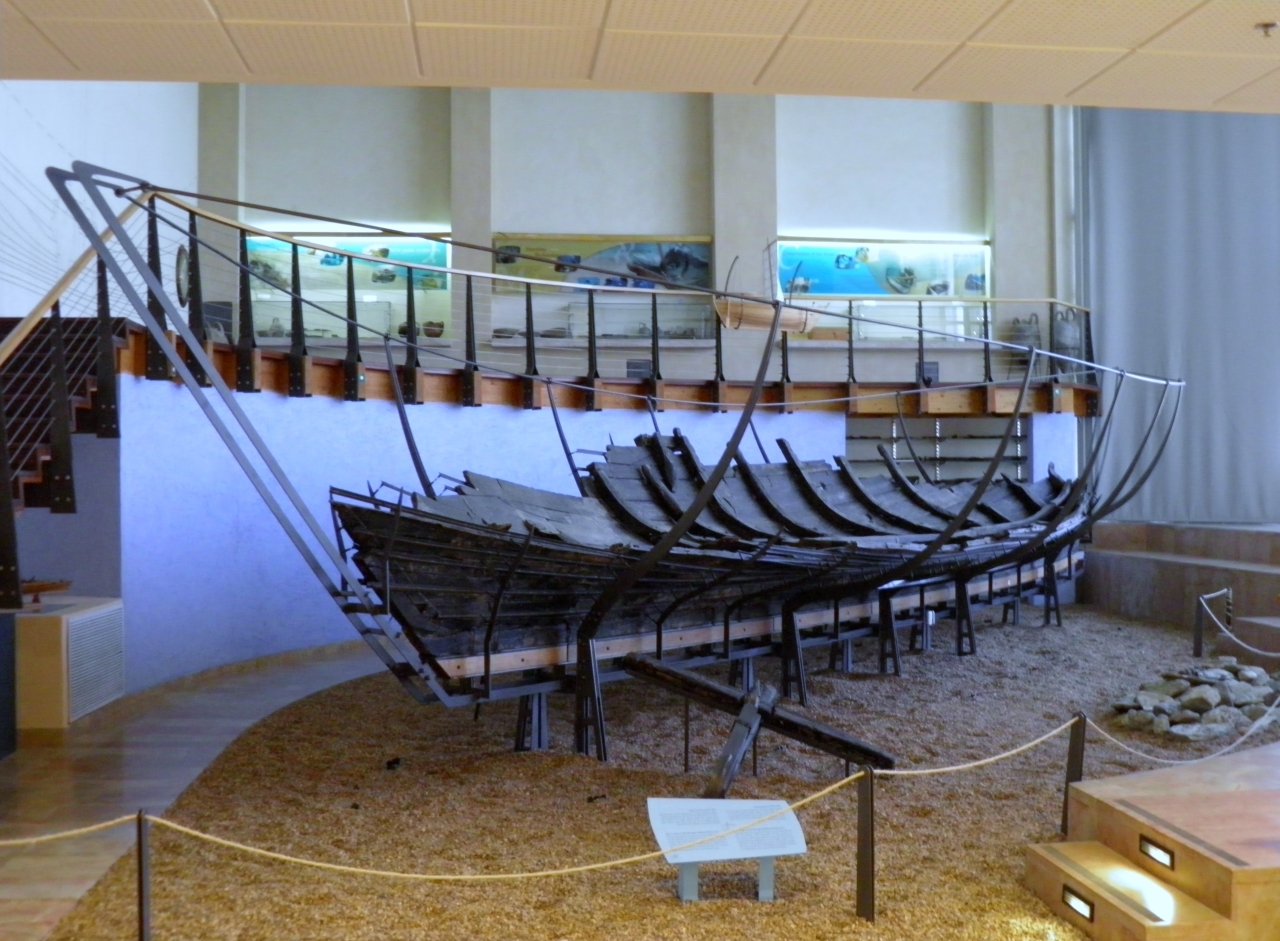
Navire, ancre et ballast exposés

Toutes les découvertes et tous les éléments du navire récupérés en mer ont été immédiatement placés dans des réservoirs d'eau douce. Ensuite, le bois a été transféré dans des réservoirs de préservation permanente à l'université de Haïfa, où il a subi un processus d'imprégnation de sept ans par du polyéthylène glycol chauffé (PEG) afin d'améliorer la stabilité dimensionnelle en remplaçant l'eau dans les cellules,. Cette phase s’est achevée en 1996, le bois a été laissé à sécher jusqu'en mars 1999, date à laquelle il a été transféré dans une aile dédiée construite au musée Hecht, sur le site de l'université. Le bateau réassemblé est actuellement exposé avec des pièces sélectionnées telles que l'ancre, des cordes, des outils de travail du bois, des boîtes ornementales en bois et des poteries provenant de l'épave,.

## Réplique

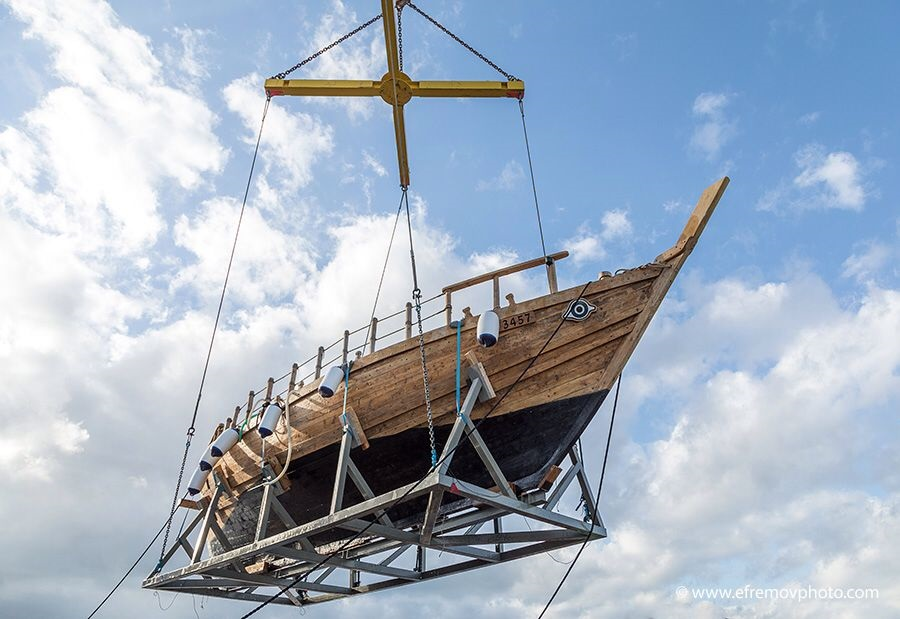
La réplique de l'ancien navire des chantiers navals d'Israël est soulevée avant d'être mise à l'eau

Le 17 mars 2017, une réplique du bateau a été mise à l'eau dans la baie de Haïfa par l'Université de Haïfa et l'Autorité des antiquités d'Israël.